# Józef Stogryn
Józef Stogryn (ur. 1907, zm. 1 maja 1945) – polski nauczyciel i żołnierz.
Józef Stogryn urodził się w 1907. W wieku 3 lat został sierotą. Ukończył Seminarium Nauczycielskie we Lwowie i do II wojny światowej pracował jako nauczyciel. W 1944 wstąpił do Ludowego Wojska Polskiego, gdzie służył w 25 pułku 10 Dywizji Piechoty. Doszedł do stopnia porucznika. Zginął 1 maja 1945 w walce z Niemcami w okolicach Sprewy. Pochowany został na cmentarzu wojskowym w Zgorzelcu.
Wdowa po nim, Maria Stogryn, przybyła do Lubomierza (wówczas Miłosnej) w czerwcu 1945 z dwójką dzieci. Mieszkała tam do 1953.
Na podstawie życiorysu Józefa Stogryna i powojennych losów jego żony oparta jest etiuda „Wdowa” – jedna z trzech części filmu „Krzyż Walecznych” z 1959 w reżyserii Kazimierza Kutza.
Imieniem Józefa Stogryna nazwano ulice w Lubomierzu i Lwówku Śląskim.